# Matteo Malucelli
Matteo Malucelli (Forlì, 20 de octubre de 1993) es un ciclista profesional italiano, miembro del equipo XDS Astana Team.

## Palmarés
2015
- 1 etapa del An Post Rás
- 1 etapa de la Vuelta a Portugal

2016
- 3 etapas de la Vuelta a Marruecos
- 1 etapa del Tour de Eslovaquia

2017
- 2 etapas del Tour de Bihor
- 1 etapa del Tour de Eslovaquia

2018
- 2 etapas de la Vuelta al Táchira
- 1 etapa del Tour de Bretaña
- 1 etapa de la Vuelta a Aragón[1]
- 1 etapa del Tour de Bihor
- 1 etapa de la Vuelta a Venezuela
- 1 etapa del Tour de China I

2021
- 1 etapa de la Vuelta al Táchira

2022
- 1 etapa del Tour de Antalya
- 1 etapa del Giro de Sicilia

2024
- 2 etapas del Tour de Japón
- Tour de Bulgaria, más 3 etapas
- 1 etapa del Giro del Friuli Venezia Giulia
- 3 etapas del Tour de Langkawi

2025
- 1 etapa del Tour de Hainan
- 1 etapa del Tour de Turquía

## Equipos
- Team Idea 2010 ASD (2015)
- Unieuro-Wilier (2016)
- Androni Giocattoli-Sidermec (2017-2018)
- Caja Rural-Seguros RGA (2019-2020)
- Androni Giocattoli-Sidermec (2021)
- Gazprom-RusVelo (2022)[2]
- China Glory Continental Cycling Team (2022)[3]
- Bingoal WB (2023)
- JCL Team Ukyo (2024)
- XDS Astana Team (2025-)